# Huracán Francine
El huracán Francine fue un ciclón tropical moderadamente fuerte que provocó grandes inundaciones en partes de la costa del Golfo de los Estados Unidos, especialmente Luisiana, en septiembre de 2024. La sexta tormenta con nombre y cuarto huracán de la temporada de huracanes del Atlántico de 2024, su formación puso fin a un período de calma significativo en la formación de ciclones tropicales en el Atlántico. Originada a partir de una onda tropical que fue detectada inicialmente en el Atlántico central por el Centro Nacional de Huracanes (NHC) a fines de agosto, la perturbación que finalmente se convirtió en Francine comenzó a organizarse gradualmente el 9 de septiembre. 7 al salir de la Península de Yucatán y entrar a la Bahía de Campeche. La perturbación se consolidó aún más y fue designada por el NHC como potencial ciclón tropical seis el 9 de septiembre.  Al día siguiente, se actualizó a la categoría de tormenta tropical y el NHC lo bautizó como Francine .

## Historia meteorológica
El 26 de agosto, el Centro Nacional de Huracanes (NHC) notó que se podría formar un área de baja presión en el Atlántico tropical central. Dos días después, comenzó a monitorear una onda tropical que producía lluvias desorganizadas.  Inicialmente, las lluvias de la onda estaban un poco más concentradas a lo largo de su eje, volviéndose más organizadas el 31 de agosto. Sin embargo, un ambiente poco propicio para el desarrollo hizo que la onda se desorganizara. Varios días después, el 7 de septiembre, la onda cruzó hacia la Bahía de Campeche, convirtiéndose en un área de baja presión al día siguiente. Debido a la amenaza inminente que representaba el sistema para la tierra, fue designado como Ciclón Tropical Potencial Seis a las 21:00 UTC del 8 de septiembre. Las ráfagas de viento más fuertes en el sistema fueron mejoradas por un chorro de barrera cerca de la Sierra Madre Oriental. Luego de esto, la perturbación se organizó aún más y se convirtió en la Tormenta tropical Francine a las 15:00 UTC del 9 de septiembre mientras estaba ubicada a unos 395 km (245 millas) al sureste de la desembocadura del Río Bravo, México. A medida que el sistema serpenteaba en el Golfo, su trayectoria se dirigió al este debido a un sistema de alta presión en Florida. El núcleo de Francine continuó organizándose, convirtiéndose en un huracán a las 00:00 UTC del 11 de septiembre sobre el noroeste del Golfo de México. A medida que Francine continuó moviéndose hacia el noreste, se produjo una intensificación rápida y constante. A pesar de un aumento continuo en la cizalladura del viento, Francine se fortalecería en un huracán de categoría 2 justo al sur de Luisiana, alcanzando su intensidad máxima con vientos máximos sostenidos de 155 km/h (100 mph) y una presión central mínima de 972 mbar. Con esa intensidad, Francine tocó tierra en Parroquia de Terrebonne, Luisiana, a las 22:00 UTC del 11 de septiembre. El rápido debilitamiento del huracán comenzó después de que tocara tierra, y a las 03:00 UTC del 12 de septiembre, Francine se debilitó a tormenta tropical y luego a depresión tropical alrededor del mediodía de ese mismo día. Finalmente, en la noche de ese día, Francine pasó a ser un ciclón post-tropical, situado a unos 145 km (90 millas) al sur de Memphis, Tennessee.

## Preparativos

### México
Se emitieron alertas de tormenta tropical desde Barra del Tordo hasta la desembocadura del Río Grande. Otras partes del noreste de México fueron puestas bajo advertencia de tormenta tropical. Tamaulipas cerró escuelas en Matamoros, San Fernando y Valle Hermoso.

### Estados Unidos
ExxonMobil y Shell cancelaron operaciones en el Golfo de México y evacuaron a sus empleados. Amtrak suspendió el servicio a Nueva Orleans del 11 al 14 de septiembre.

#### Texas
El sur de Texas fue puesto bajo advertencia de tormenta tropical a medida que Francine se acercaba. El condado de Galveston elevó el nivel de su instalación de gestión de emergencias a dos. El gobernador Greg Abbott movilizó equipos de rescate acuático.

#### Luisiana
Se emitieron advertencias de huracán desde Sabine Pass hasta Morgan City. El gobernador declaró el estado de emergencia en Luisiana. El gobernador también envió 2.300 guardias de la Guardia Nacional de Luisiana a las parroquias que probablemente se verían afectadas. Varios distritos escolares de Luisiana cerraron en preparación para Francine. Se emitieron evacuaciones obligatorias para Grand Isle, Lafitte y Barataria. Las parroquias de Lafourche, Terrebonne y Washington emitieron toques de queda. Las parroquias de Santa María y Terrebonne abrieron sus compuertas. La parroquia Iberia y Baton Rouge distribuyeron bolsas de arena.
La costa de Mississippi y Alabama fue puesta bajo advertencia de tormenta tropical. El gobernador de Mississippi, Tate Reeves, emitió una declaración de estado de emergencia. Jackson, Mississippi, instaló un refugio en la academia de entrenamiento policial. Varias escuelas del estado fueron cerradas por Francine.

## Impacto

### México
Varias zonas de Matamoros se inundaron con 200 milímetros (7,9 plg) de lluvia; como resultado se solicitó ayuda del Gobierno mexicano. Se instalaron bombas de agua en toda la ciudad.

### Estados Unidos
Las exportaciones al Golfo de México se vieron interrumpidas como consecuencia de Francine. Las reducciones en la producción provocaron que los precios del crudo subieran un 2% en septiembre 11.
Francine tocó tierra cerca del sur de Luisiana en la parroquia de Terrebonne con vientos sostenidos de 100 mph (155 km/h) a las 22:00 UTC en septiembre 11. Se emitió una advertencia de tornado para la parroquia de Plaquemines. Alrededor de 450.000 personas sufrieron cortes de electricidad, la mayoría de los cuales fueron causados por escombros caídos, y alrededor de 500 personas buscaron refugio en refugios de emergencia. Los vientos de Francine derribaron numerosos árboles y cables eléctricos, lo que provocó bloqueos en las carreteras. Numerosas calles sufrieron inundaciones como consecuencia de las fuertes lluvias. La Oficina del Sheriff de la Parroquia de Lafourche realizó numerosos rescates acuáticos al noroeste de Thibodaux después de que las crecientes aguas de la inundación rodearan varias unidades de vivienda, y todos los residentes, incluidos muchos niños pequeños, fueron evacuados de manera segura. También se llevaron a cabo otros rescates acuáticos en otras partes del área de Thibodaux, así como en el área de Kraemer. Un hombre de 39 años rescató a otro hombre, que tenía agua hasta la cabeza, de un camión que se hundía debajo de un paso elevado en Nueva Orleans, rompiendo la ventana trasera del camión con un martillo y sacándolo a través de ella. Dos personas resultaron heridas: un oficial de la Policía Estatal de Luisiana que fue golpeado por un árbol que cayó mientras retiraba árboles caídos en la Interestatal 10, y una mujer en la parroquia de Ascension que también fue golpeada y atrapada por un árbol caído.